# Partido de Leandro N. Alem
Leandro N. Alem es uno de los 135 partidos de la provincia argentina de Buenos Aires. Se encuentra en el noroeste del territorio provincial. Su cabecera es la ciudad de Vedia, sobre la RN 7, a 312 km de Buenos Aires
El partido se divide en 13 cuarteles nombrados con números romanos desde el I al XIII.

## Región Productiva
- COPRONOBA: Consejo Productivo del Nor-Oeste

## Intendentes desde 1983
| Intendente          | Mandato                                           | Partido | Partido | Alianza | Alianza |
| ------------------- | ------------------------------------------------- | ------- | ------- | ------- | ------- |
| Adolfo Val          | 10 de diciembre de 1983 - 10 de diciembre de 1987 |         | UCR     |         | —       |
| Emir Aldo Deguer    | 10 de diciembre de 1987 - 10 de diciembre de 1991 |         | UCR     |         | —       |
| Emir Aldo Deguer    | 10 de diciembre de 1991 - 10 de diciembre de 1995 |         | UCR     |         | —       |
| Gerardo Vignudo     | 10 de diciembre de 1995 - 10 de diciembre de 1999 |         | PJ      |         | FREJUFE |
| Alberto Conocchiari | 10 de diciembre de 1999 - 10 de diciembre de 2003 |         | UCR     |         | Alianza |
| Alberto Conocchiari | 10 de diciembre de 2003 - 10 de diciembre de 2007 | FREpV   |         | UCR     |         |
| Alberto Conocchiari | 10 de diciembre de 2007 - 10 de diciembre de 2011 |         | UpT     |         | FCC     |
| Alberto Conocchiari | 10 de diciembre de 2011 - 10 de diciembre de 2015 |         | FORJA   |         | FPV     |
| Alberto Conocchiari | 10 de diciembre de 2015 - 10 de diciembre de 2019 |         | FORJA   |         | FPV     |
| Carlos Ferraris     | 10 de diciembre de 2019 - 10 de diciembre de 2023 |         | PJ      |         | FdT     |
| Carlos Ferraris     | 10 de diciembre de 2023 - En el cargo             |         | PJ      | UP      |         |

## Localidades del Partido
- Vedia 8.827 hab.
- Juan Bautista Alberdi 3.404 hab.
- Leandro N. Alem 2.468 hab.
- Colonia Alberdi (Colonia Alberdi) 318 hab.
- El Dorado 318 hab.
- Fortín Acha 103 hab.

- Parajes
  - Trigales
  - Perkins

El 49% de la población del distrito está radicada en la ciudad de Vedia, cabecera del Partido.
El 19 % en la localidad de Juan B. Alberdi, 16 % en Leandro N. Alem, 3,2 % El Dorado, 0,88 % en Fortín Acha y el 10 % en la zona rural.

## Población
Según los resultados definitivos del censo de 2022 la población del partido alcanza los 17.266 habitantes.

## Educación
- Año: 2005
- Establecimientos: 45
- Comedores: 36
- Matrícula: 7.065
- Docentes: 630
- Fondo Mantenimiento: $ 189.753